# Hunga myrsinoides
Hunga myrsinoides är en tvåhjärtbladig växtart som först beskrevs av Rudolf Schlechter, och fick sitt nu gällande namn av Ghillean `Iain' Tolmie Prance. Hunga myrsinoides ingår i släktet Hunga och familjen Chrysobalanaceae. Inga underarter finns listade i Catalogue of Life.